# Suaeda arguinensis
Suaeda arguinensis är en amarantväxtart som beskrevs av René Charles Maire. Suaeda arguinensis ingår i släktet saltörter, och familjen amarantväxter. Inga underarter finns listade i Catalogue of Life.